# 康內爾斯維爾 (密蘇里州)
康內爾斯維爾（英語：Connelsville）是位於美國密蘇里州亞代爾縣的普查規定居民點。

## 歷史
康內爾斯維爾的郵局於1902年設立，其後於1937年停運。

## 人口
根據2020年美國人口普查的數據，康內爾斯維爾的面積為0.86平方千米，皆為陸地。當地共有人口53人，而人口密度為每平方千米61.63人。